# Carlos Alexandre Souza Silva
Carlos Alexandre Souza Silva (sinh ngày 1 tháng 8 năm 1986) là một cầu thủ bóng đá người Brasil.

## Sự nghiệp câu lạc bộ
Carlos Alexandre Souza Silva đã từng chơi cho Kashima Antlers.

## Thống kê câu lạc bộ

### J.League
| Đội             | Năm       | J.League | J.League | J.League Cup | J.League Cup | Tổng cộng | Tổng cộng |
| Đội             | Năm       | Trận     | Bàn      | Trận         | Bàn          | Trận      | Bàn       |
| --------------- | --------- | -------- | -------- | ------------ | ------------ | --------- | --------- |
| Kashima Antlers | 2011      | 5        | 1        | 0            | 0            | 5         | 1         |
| Tổng cộng       | Tổng cộng | 5        | 1        | 0            | 0            | 5         | 1         |